# Mozartstadt
Mozartstadt (pl: Miasto Mozarta) - tytuł przysługujący miastom związanym z W.A. Mozartem i jego ojcem Leopoldem.
- Augsburg - miasto narodzin Leopolda Mozarta (jedyne niemieckie miasto noszące ten tytuł),
- Salzburg - miasto narodzin i dzieciństwa Wolfganga Amadeusa Mozarta oraz śmierci Leopolda Mozarta,
- Wiedeń - miasto życia i śmierci Wolfganga Amadeusa Mozarta.